# Candy Darling
Candy Darling (Forest Hills, 24 de noviembre de 1944 - Manhattan, 21 de marzo de 1974) fue una actriz transgénero estadounidense, conocida por ser parte de las superestrellas de Andy Warhol. Protagonizó las películas de Warhol Flesh (1968) y Women in Revolt (1971), y fue musa de The Velvet Underground.

## Biografía
Candy Darling nació en Forest Hills, como hija de Theresa Slattery, contadora del Jockey Club de Manhattan, y James Slattery, quien ha sido descrito como un alcohólico violento.
Los primeros años de Darling los pasó en Massapequa Park, donde ella y su madre se mudaron después del divorcio de sus padres. Pasó gran parte de su infancia viendo televisión y películas antiguas de Hollywood, de las que aprendió a personificar a sus actrices favoritas como Joan Bennett y Kim Novak. Darling mostró un gran interés en la serie de televisión Million Dollar Movie, que solía ver varias veces al día. Inspirada en parte por Novak, Darling comenzó a modelar su vida en torno a la "belleza de la reina del glamour de Hollywood".
En 1961, se inscribió en un curso en la Escuela de Cosmetología DeVern en Baldwin. Darling dijo más tarde que "aprendió sobre los misterios del sexo de un vendedor en una zapatería infantil local" y finalmente reveló una inclinación hacia el travestismo cuando su madre la confrontó sobre los rumores locales, que la señalaban como "vestida como una niña" y por frecuentar un bar gay local llamado The Hayloft. En respuesta, Darling salió de la habitación y regresó vestida con ropa femenina. Su madre diría más tarde que: "Entonces supe... que no podía detenerla. Candy era demasiado hermosa y talentosa".
Después de salir del armario, Darling solía tomar un corto viaje en taxi hasta la estación de Long Island Rail Road, evitando la atención de los vecinos que recibiría al caminar hasta el tren. Desde allí, tomaba el tren a Manhattan, a menudo sentada frente a la estrella de Long Island, Joey Heatherton. En Manhattan, se refería a su casa familiar en 79 First Avenue en Massapequa Park como su "casa de campo", y pasaba tiempo en Greenwich Village, conociendo gente a través de Seymour Levy en Bleecker Street.
Darling conoció a Jeremiah Newton en el verano de 1966, cuando estaba en su primer viaje a Greenwich Village desde su casa en Flushing. Los dos se hicieron amigos y compañeros de cuarto, y vivieron juntos en Manhattan y Brooklyn hasta el momento de la muerte de Darling en 1974.
Darling tomó por primera vez el nombre de Hope Slattery. Según Bob Colacello, tomó este nombre en 1963 después de que comenzó a ir a bares gay en Manhattan y a visitar a un médico en la Quinta Avenida para recibir inyecciones de hormonas. Jackie Curtis dijo que Darling adoptó el nombre de una conocida actriz del Off Broadway llamada Hope Stansbury, con quien vivió durante unos meses en un apartamento detrás del Caffe Cino. Holly Woodlawn recuerda que el nombre de Darling evolucionó de Hope Dahl a Candy Dahl y luego a Candy Cane. Jeremiah Newton dijo que tomó el nombre "Candy" por amor a los dulces. En su autobiografía, Woodlawn recordó que Darling había adoptado el nombre porque una amiga suya la llamaba "querida" con tanta frecuencia que se quedó.

### Época con Warhol
Antes de conocerse, en 1967, Darling vio a Andy Warhol en The Tenth of Always, un club nocturno. Darling estaba con Jackie Curtis, quien invitó a Warhol a una obra que ella había escrito y dirigido, llamada Glamour, Glory and Gold, protagonizada por Darling como "Nona Noonan" y un joven Robert De Niro, que interpretó seis papeles en la obra.
Warhol eligió a Darling para una breve escena cómica en Flesh (1968) con Jackie Curtis y Joe Dallesandro. Después de Flesh, Darling tuvo un papel central en Women in Revolt (1971). Esta película se mostró por primera vez en el primer Filmex de Los Ángeles como Sex. Más tarde se mostró como Andy Warhol's Women.
El día después del prestreno, un grupo de mujeres con carteles de protesta se manifestaron frente al cine contra la película, que pensaban que iba en contra de la liberación de la mujer. Cuando Darling se enteró de esto, dijo: "¿Quiénes se creen que son estas lesbianas? Bueno, solo espero que todos lean la reseña de Vincent Canby en el Times de hoy. Dijo que parezco un cruce entre Kim Novak y Pat Nixon. Es cierto – Tengo la nariz de Pat Nixon."
Darling trabajó durante un breve tiempo como camarera en Slugger Ann's, el bar propiedad de la abuela de Jackie Curtis.

### Después de Warhol
Darling apareció en otras películas independientes, incluidas Silent Night, Bloody Night, Brand X de Wynn Chamberlain y un papel coprotagonista en Some of My Best Friends Are... Apareció en Klute con Jane Fonda y Lady Liberty con Sophia Loren. En 1971, viajó a Viena para realizar dos películas con el director Werner Schroeter: La muerte de Maria Malibran, y otra película que nunca se estrenó. El intento de Darling de irrumpir en el cine convencional, haciendo campaña para el papel principal en Myra Breckinridge (1970), provocó rechazo.
Sus créditos teatrales incluyen dos obras de Jackie Curtis, Glamour, Glory and Gold (1967) y Vain Victory: The Vicissitudes of the Damned (1971). Vain Victory fue dirigida por Curtis en La MaMa Experimental Theatre Club en mayo/junio de 1971, y contó con muchos otros artistas de Warhol's Factory, incluidos Curtis, Ondine, Tally Brown, Mario Montez, Samuel Adams Green, Mary Woronov, Francesco Scavullo, Jay Johnson. (hermano gemelo de Jed Johnson ), Holly Woodlawn, Steina y Woody Vasulka, Eric Emerson y el propio Warhol.
Darling participó en la producción original de 1972 de la obra Small Craft Warnings de Tennessee Williams, elegida a petición de Williams. Protagonizó la reposición de 1973 de The White Whore and the Bit Player, una obra de 1964 de Tom Eyen, en La MaMa Experimental Theatre Club. La producción fue bilingüe, se llamó The White Whore and the Bit Player/La Estrelle y La Monja, y fue dirigida por Manuel Martín Jr. El personaje de Darling, una actriz de Hollywood conocida sólo como "the Whore" (la puta), se basó en Marilyn Monroe. Actuó en la versión en inglés junto a Hortensia Colorado, y la versión en español estuvo a cargo de Magaly Alabau y Graciela Mas. Como decía una reseña de la obra: "Con su cabello platino peinado y sus pucheros practicados, la señorita Darling se parece a su personaje y decididamente mantiene perdida a su niña actriz. El aspecto del juego de roles funciona a su favor. Después de todo, podría hacerlo., ser un lunático pretendiendo ser la Puta Blanca."

### Enfermedad y muerte
Darling murió de linfoma el 21 de marzo de 1974, a la edad de 29 años, en la división del Hospital Columbus del Centro de Atención Médica Cabrini. En una carta escrita en su lecho de muerte y dirigida a sus amigos de la Fábrica, incluido Warhol, Darling escribió: "Desafortunadamente, antes de mi muerte, no me quedaba ningún deseo de vivir... Estoy tan aburrida de todo. Se podría decir aburrida hasta la muerte. ¿Sabías que no podría durar? Siempre lo supe. Desearía poder verlos a todos de nuevo."
A su funeral, celebrado en la Capilla Funeraria Frank E. Campbell, asistieron grandes multitudes. Julie Newmar leyó el panegírico. Ni el oficiante ni ninguno de los asistentes pronunció el nombre de nacimiento de Darling. Faith Dane tocó una pieza para piano y Gloria Swanson saludó el ataúd de Darling.
Darling fue incinerada y sus cenizas fueron enterradas por Jeremiah Newton en el cementerio de Cherry Valley en Cherry Valley, un pueblo al pie de las montañas de Catskill.

## Legado

### Documental de 2010
Un largometraje documental sobre Darling, titulado Beautiful Darling, se estrenó en el Festival Internacional de Cine de Berlín en febrero de 2010. El documental presenta películas y videos de archivo, fotografías, documentos personales, entrevistas de audio de archivo con Tennessee Williams, Valerie Solanas, Jackie Curtis y la madre de Darling, así como entrevistas contemporáneas con Holly Woodlawn, Ruby Lynn Reyner, Fran Lebowitz, John Waters y Julie. Newmar, Peter Beard y Taylor Mead. Chloë Sevigny narra la película, expresando las anotaciones del diario privado y las cartas personales de Darling. La película fue dirigida por James Rasin y producida por Jeremiah Newton y Elisabeth Bentley.

### Representaciones

#### Películas
- Darling fue interpretada por primera vez en una película por Stephen Dorff en Le disparé a Andy Warhol (1996).[11]
- Darling es interpretada por Willam Belli en la película Cinema Verite de HBO de 2011.[11]

#### Teatro
- Darling fue interpretada por Brian Charles Rooney en Pop!, un musical escrito por Anna K. Jacobs y Maggie-Kate Coleman y dirigido por Mark Brokaw en el Yale Repertory Theatre en noviembre-diciembre de 2009.[20]
- Darling fue interpretada por el actor Vince Gatton en la producción off-Broadway de la obra Candy and Dorothy de David Johnston, por la que Gatton recibió una nominación al premio Drama Desk.[21]

#### Música
- Darling y su amiga Taffy se mencionan en el coro de la canción de los Rolling Stones de 1967 " Citadel ".[22]
- Darling es el tema de la canción " Candy Says ", la canción que abre el álbum homónimo de Velvet Underground de 1969, escrita por Lou Reed y cantada por Doug Yule.[23]
- El segundo verso de " Walk on the Wild Side " de Lou Reed de 1972 está dedicado a Darling.[24]
- El músico estadounidense St. Vincent nombró una canción en honor a Darling en su álbum Daddy's Home y adopta un personaje inspirado en Darling para las imágenes del álbum.
- Se hace referencia al nombre de Darling en el estribillo de la canción de Saint Motel "For Elise".

#### Artes visuales
- Greer Lankton hizo un busto de Darling que se exhibió en la Bienal del Whitney de 1995.[25]
- La foto de Peter Hujar, Candy Darling on her Deathbed, fue utilizada por Antony and the Johnsons para la portada de su álbum ganador del Mercury Music Prize de 2005, I Am a Bird Now.[26]

#### Poesía
- Kay Gabriel publicó un libro de poesía basada en sonetos, Elegy Department Spring, sobre Darling[27]

### Homónimos
- En 2009 debutó C☆NDY, que se autodenomina "la primera revista de estilo transversal". Lleva el nombre de Darling.[28]
- Byredo creó una fragancia de vela que lleva el nombre de Darling.[29]

### Película biográfica
En enero de 2019 se anunció una película biográfica sobre Candy. Fue escrita por Stephanie Kornick y producido por Zackary Drucker. La película está producida por Christian D. Bruun, Katrina Wolfe y Louis Spiegler. Hari Nef fue elegida para el papel de Darling.

### Biografía
En 2024 Cynthia Carr lanzó Candy Darling: Dreamer, Icon, Superstar, un retrato biográfico del icono queer y superestrella de Warhol.

## Filmografía
| Año  | Título                          | Rol                |
| ---- | ------------------------------- | ------------------ |
| 1968 | Flesh                           | Candy              |
| 1970 | Brand X                         | Marlene D-Train    |
| 1971 | La Mortadella                   | Transvestite       |
| 1971 | Klute                           | Discothèque Patron |
| 1971 | Some of My Best Friends Are...  | Karen / Harry      |
| 1971 | Women in Revolt                 | Candy              |
| 1972 | Der Tod der Maria Malibran      |                    |
| 1972 | Silent Night, Bloody Night      | Guest              |
| 1973 | An American Family              | Ella misma         |
| 1975 | Johannas Traum                  |                    |
| 2002 | The Cockettes                   | Ella misma         |
| 2004 | Superstar in a Housedress       | Ella misma         |
| 2006 | Andy Warhol: A Documentary Film | Ella misma         |
| 2010 | Beautiful Darling               | Ella misma         |

## Otras lecturas
- Bockris, Victor (1998). The Life and Death of Andy Warhol. 4th Estate. ISBN 1-85702-805-8.
- Colacello, Bob (2000). Holy Terror: Andy Warhol close up. Cooper Square. ISBN 0-8154-1008-5.
- County, Jayne (1996). Man Enough to be a Woman. ISBN 1-85242-338-2.
- Darling, Candy (1992).  Newton, Jeremiah, ed. My Face for the World to See: the Diaries, letters and drawings. Hardy Marks Publications. ISBN 0-945367-21-X.
- Harron, Mary; Minahan, Daniel (1996). I Shot Andy Warhol. Bloomsbury. ISBN 0-7475-2995-7.
- Warhol, Andy (1981). Popism: the Warhol '60s. Hutchinson. ISBN 978-0-09-144580-5.
- Woodlawn, Holly; Copeland, Jeff (1991). A Low Life in High Heels. St Martin's Press. ISBN 0-312-06429-2.